# Afasia de Broca
Afasia de Broca ou afasia expressiva é um transtorno neurológico caracterizado pela dificuldade em se expressar verbalmente, porém com a compreensão preservada. Não há presença de um dano estrutural que justifique a perda da capacidade motora de se expressar, que é apenas presente na apraxia de fala.

## Causas
Esta afasia ocorre por lesão na área de Broca, localizada no giro opercular da região frontal, com predominância esquerda (Lateralização das funções encefálicas), sendo geralmente causada por um acidente vascular cerebral (AVC). Cerca de 34% dos pacientes que sobrevivem a um ou mais AVC costumam apresentar algum tipo de afasia. A afasia expressiva pode também ser causada por traumatismo craniano, tumor cerebral e hemorragia cerebral por hematoma epidural.

## Sinais e sintomas
Pode-se solicitar ao paciente que nomeie objetos comuns, como caneta, relógio ou lápis. A capacidade de engolir também pode ser avaliada durante o diagnóstico, e o comprometimento de alguma dessas habilidades podem apontar uma possível afasia expressiva.
Os sintomas típicos incluem:
- Entonação vocal prejudicada;
- Fala lenta e com muitas interrupções;
- Consciência de seus erros;
- Dificuldade em encontrar as palavras que deseja;
- Gramática simplificada, especialmente com relação a elementos de ligação (preposições, conjunções, etc.)

### Exemplo
"Ah sim... segunda... pai e Peter... e pai... quarta... nove da manhã... e quinta... dez da manhã... e doutor.... e dois... eeee.... doutores... dentes..."— Tradução livre de um paciente explicando sobre como foi ao hospital para uma cirurgia dental.